# 第65届奥斯卡金像奖
第65届奥斯卡颁奖典礼是美国电影艺术与科学学院旨在奖励1992年最优秀电影的一场晚会，于太平洋时区1993年3月29日下午18点（北美东部时区晚上21点）在洛杉矶的多萝茜·钱德勒大厅举行，共计颁发了23个类别的奥斯卡金像奖（也称学院奖）。晚会通过美国广播公司在美国直播，由吉尔·凯茨担任制作人，路易斯··霍维茨执导:418。男演员比利·克里斯托连续第4年担任主持。两个多星期前的3月6日，女演员莎朗·斯通在洛杉矶的世纪广场酒店主持颁发奥斯卡科技成果奖。
克林特·伊斯特伍德执导的《不可饶恕》获得包括最佳影片、导演在内的4项大奖，是这个夜晚的最大赢家，还为吉恩·哈克曼赢得男配角奖。艾尔·帕西诺和艾玛·汤普森分别因《闻香识女人》和《霍华德庄园》获男、女主角奖。玛丽莎·托梅凭《我的表兄维尼》（My Cousin Vinny）拿下女配角奖。晚会的电视直播平均吸引了约4,570万美国观众收看。

## 获奖和提名
1993年2月17日，美国电影艺术与科学学院主席罗伯特·莱姆（Robert Rehme）和女演员梅塞迪丝·鲁尔一起在加利福尼亚州比佛利山的塞缪尔·戈尔德温剧院公布第65届奥斯卡金像奖提名名单。《霍华德庄园》和《不可饶恕》均以9项提名领跑。
获奖名单在1993年3月29日举行的颁奖典礼上公布。获导演奖的克林特·伊斯特伍德成为历史上第7个因同一部电影获导演和主演奖提名的电影人。男主角奖得主艾尔·帕西诺是历史上第6位在一年里同时获主角和配角奖提名的演员，也是首位同时获主、配角奖提名后赢得主角奖的演员:1173。亚伦·孟肯在两个音乐类奖项中胜出，成为历史上第3个连续两年获奖的电影人:424。

### 奖项

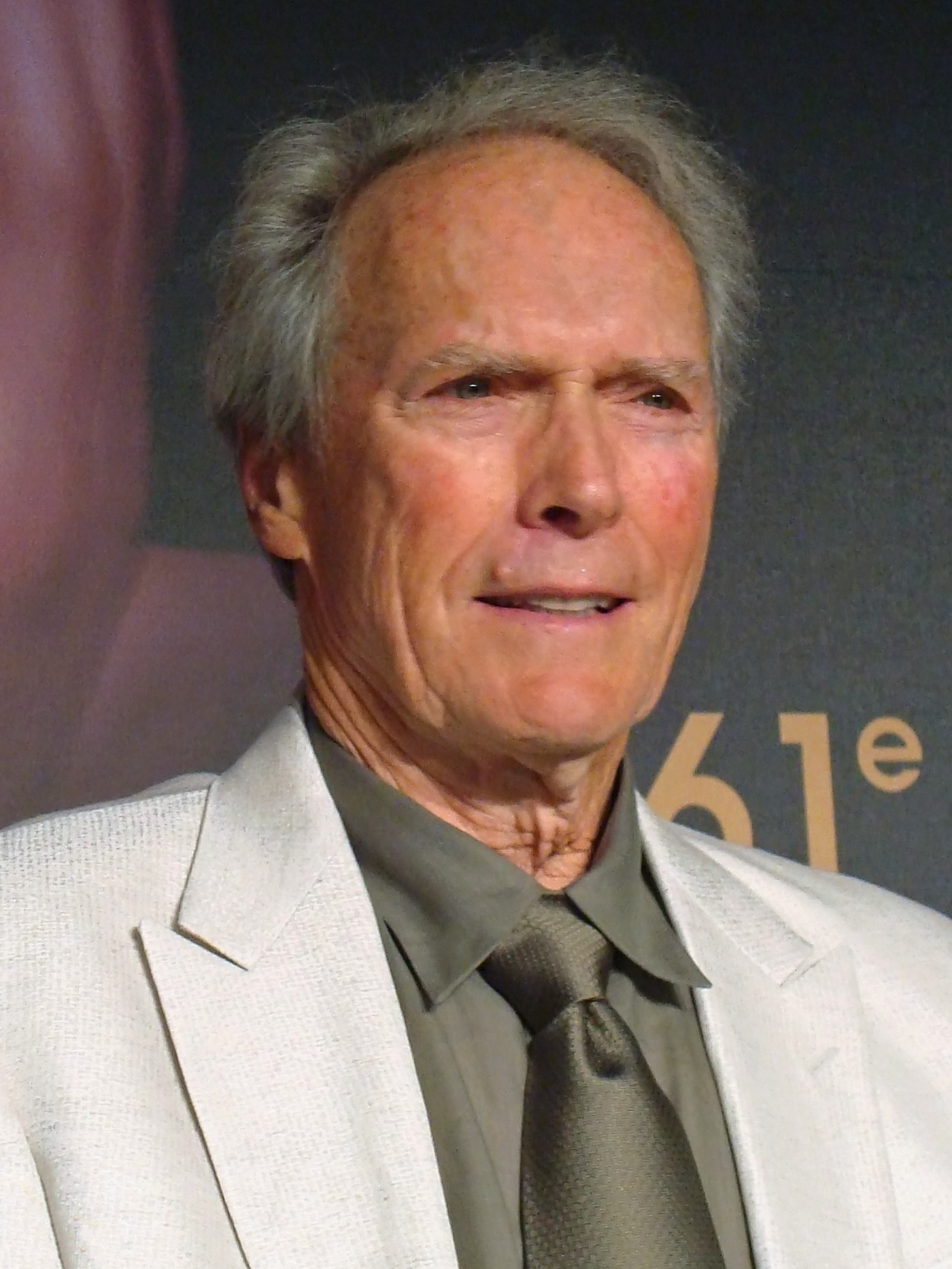
克林特·伊斯特伍德因《不可饶恕》获最佳影片和导演奖

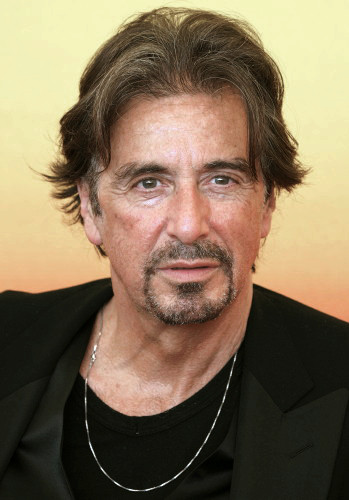
艾尔·帕西诺因《闻香识女人》获男主角奖

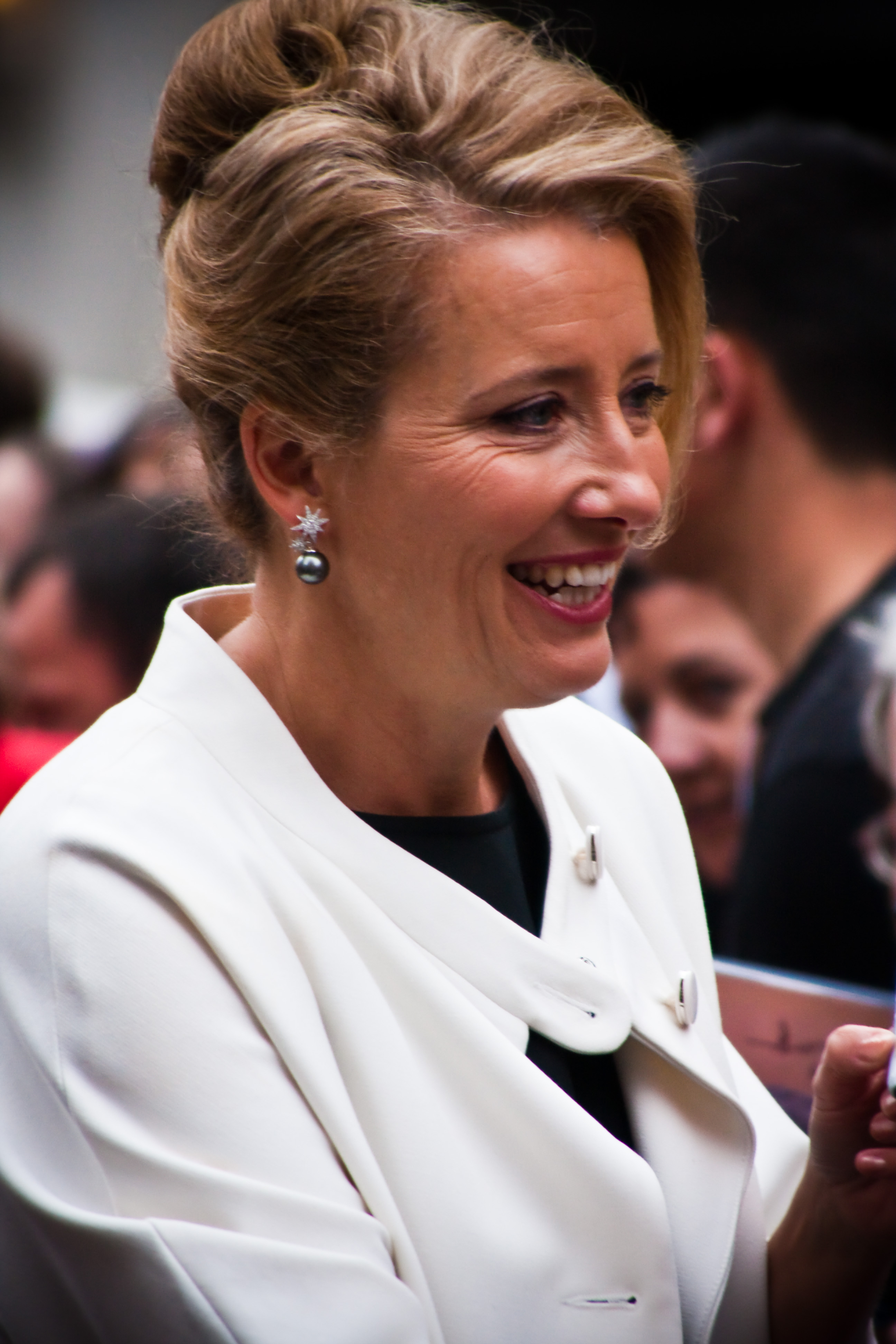
艾玛·汤普森因《霍华德庄园》获女主角奖

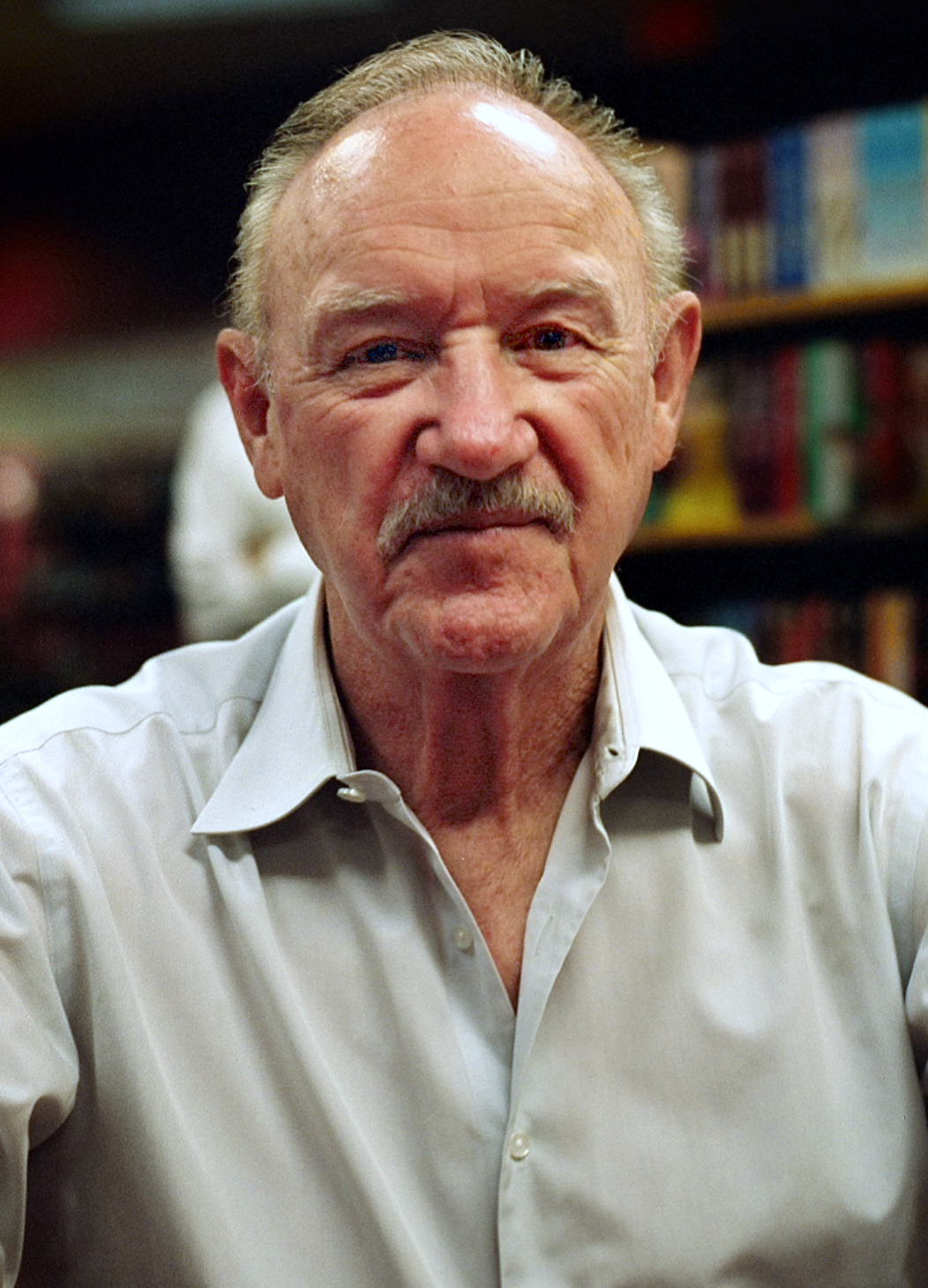
吉恩·哈克曼因《不可饶恕》获男配角奖

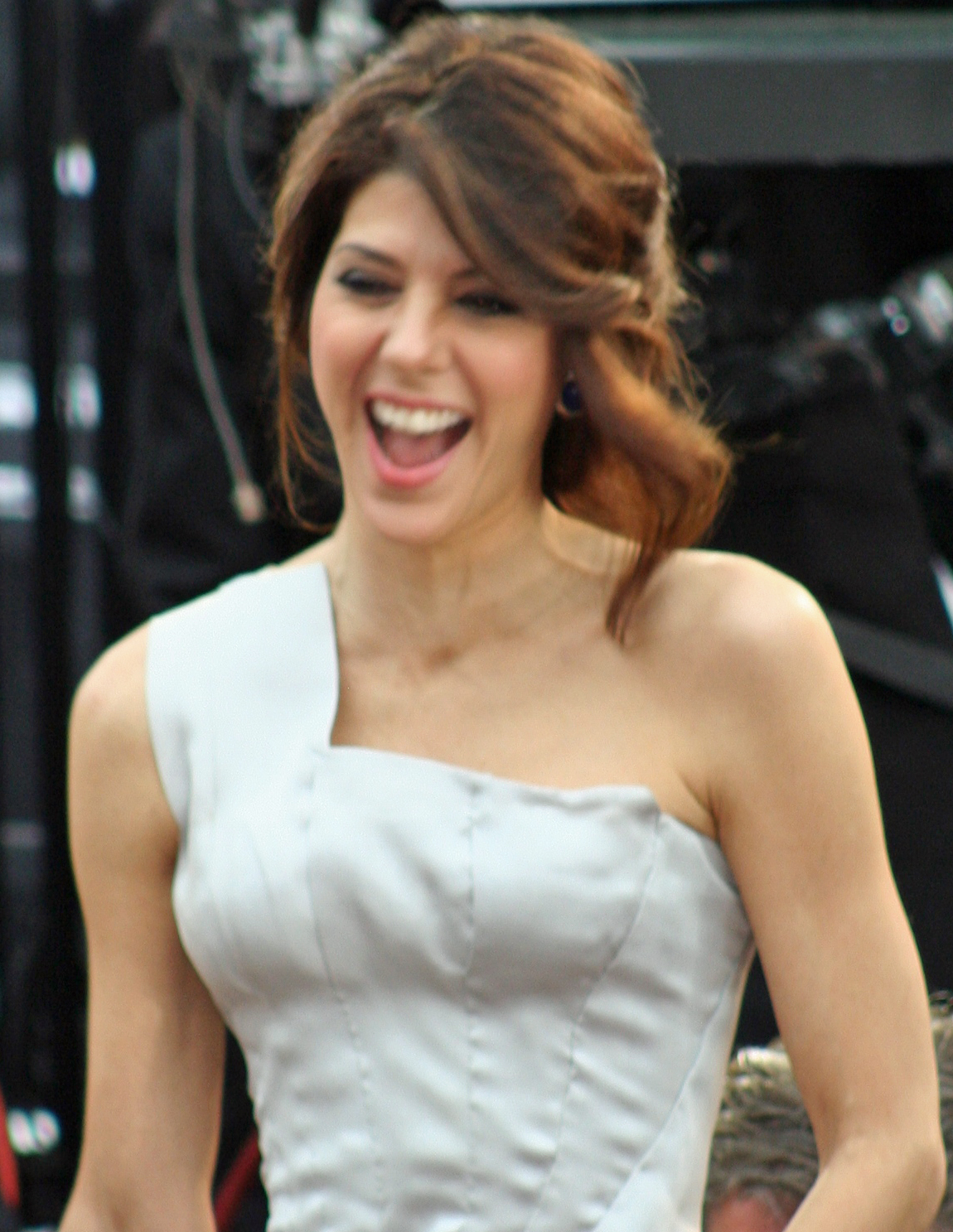
玛丽莎·托梅因《我的表兄维尼》获女配角奖

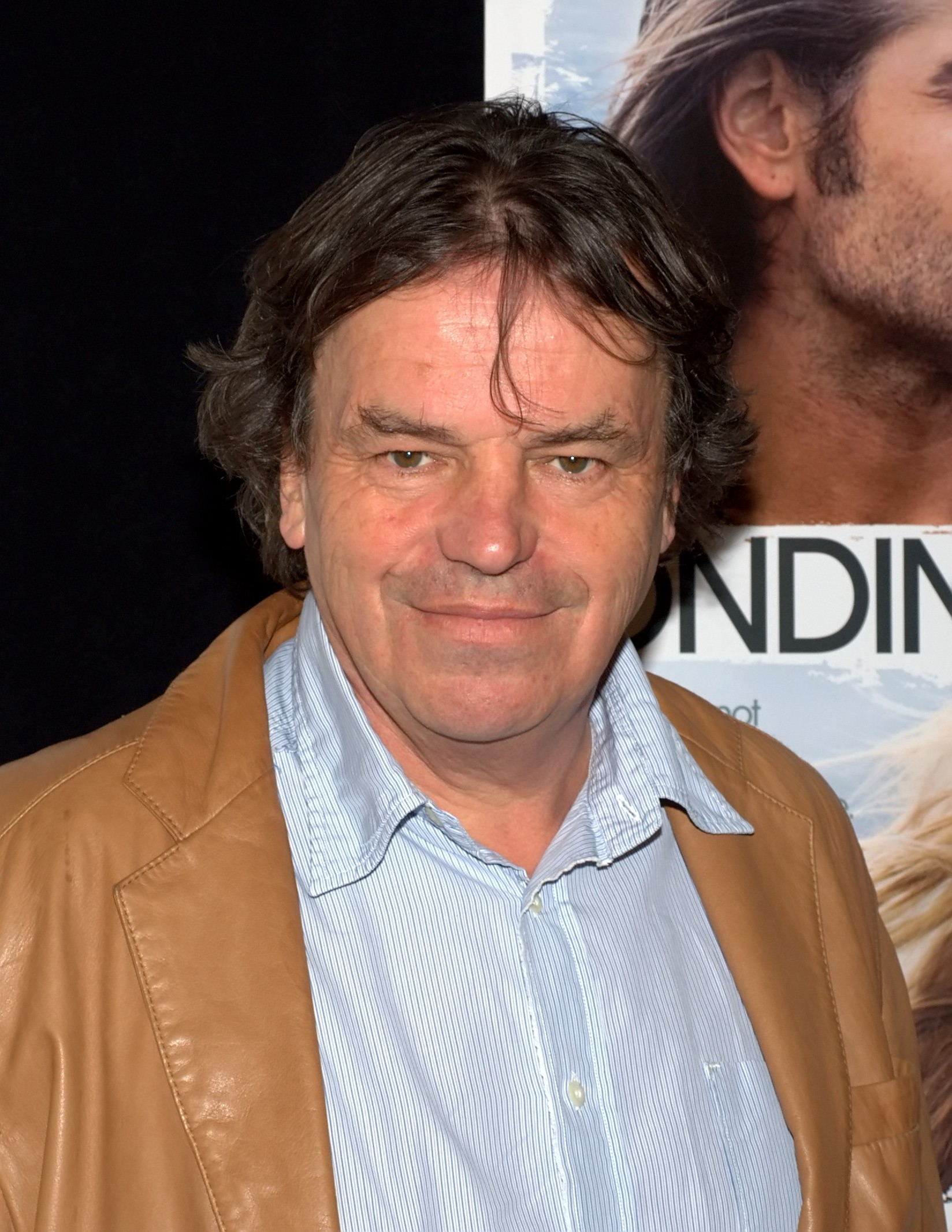
尼尔·乔丹因《哭泣的游戏》获原著剧本奖

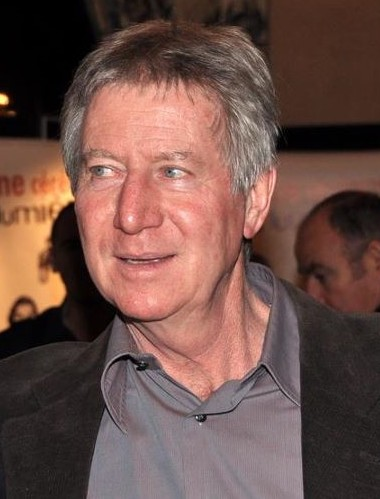
雷吉斯·瓦格涅凭《印度支那》获外语片奖

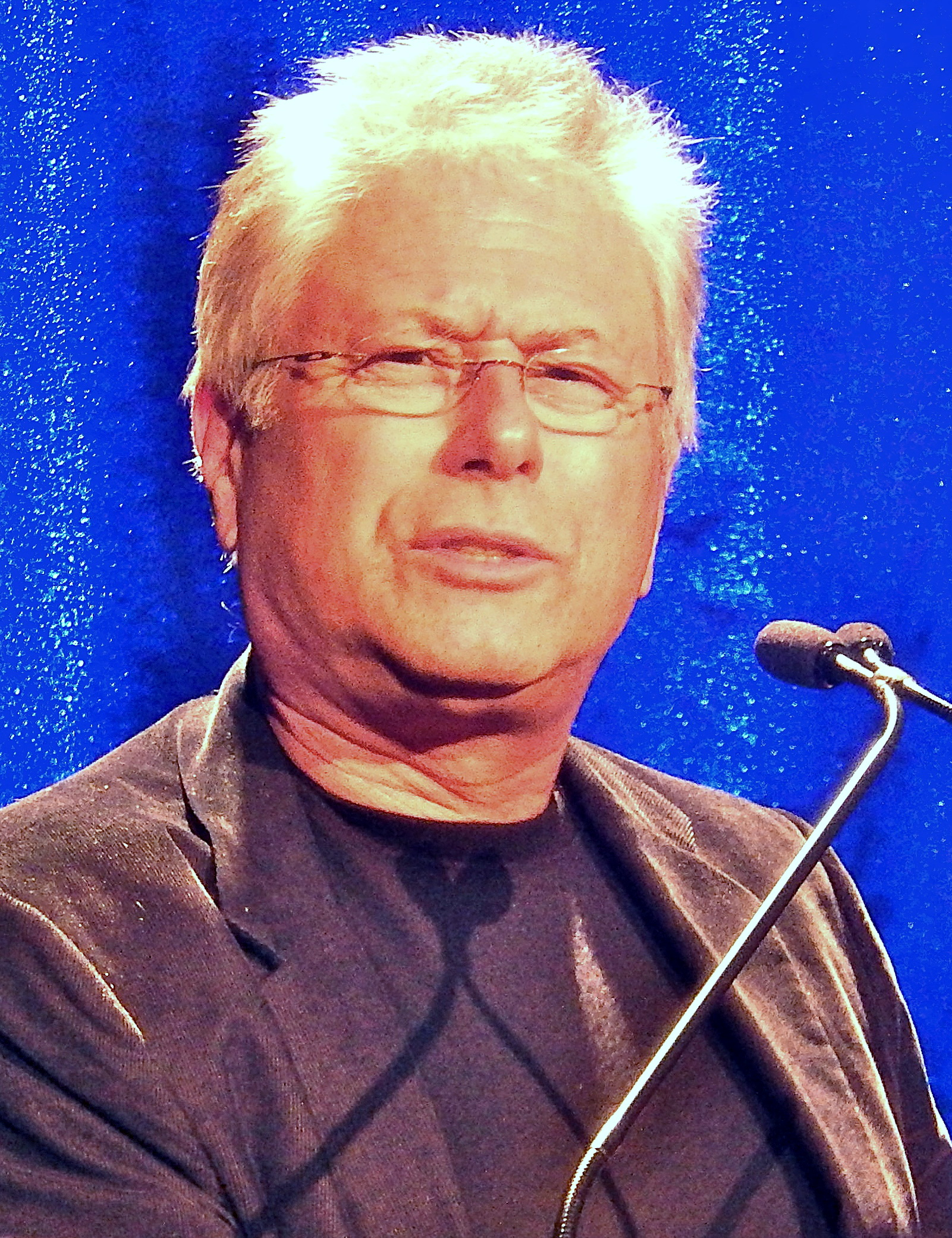
亚伦·孟肯因《阿拉丁》获原创配乐和原创歌曲奖

获奖作品列在最上方一行，并且右侧会附上‡符号：
| 最佳影片 - 《不可饶恕》——克林特·伊斯特伍德‡ - 《哭泣的游戏》——斯蒂芬·伍利（Stephen Woolley） - 《好人寥寥》——羅伯·雷納和安德鲁·沙因曼（Andrew Scheinman） - 《霍华德庄园》——伊斯梅尔·莫香特 - 《闻香识女人》——马丁·布莱斯特 | 导演 - 克林特·伊斯特伍德——《不可饶恕》‡ - 尼尔·乔丹——《哭泣的游戏》 - 詹姆士·艾佛利——《霍华德庄园》 - 劳勃·阿特曼——《大玩家》（The Player） - 马丁·布莱斯特——《闻香识女人》 |
| 男主角 - 艾尔·帕西诺——《闻香识女人》‡ - 小罗伯特·唐尼——《卓别林》 - 克林特·伊斯特伍德——《不可饶恕》 - 斯蒂芬·瑞（Stephen Rea）——《哭泣的游戏》 - 丹泽尔·华盛顿——《黑潮》 | 女主角 - 艾玛·汤普森——《霍华德庄园》‡ - 凯瑟琳·德纳芙——《印度支那》 - 玛丽·麦克唐奈（Mary McDonnell）——《激情之鱼》（Passion Fish） - 米歇尔·菲佛——《爱情田园》（Love Field） - 苏珊·萨兰登——《罗伦佐的油》 |
| 男配角 - 吉恩·哈克曼——《不可饶恕》‡ - 杰伊·戴维森（Jaye Davidson）——《哭泣的游戏》 - 杰克·尼科尔森——《好人寥寥》 - 艾尔·帕西诺——《大亨游戏》（Glengarry Glen Ross） - 大卫·佩默（David Paymer）——《周末夜先生》（Mr. Saturday Night） | 女配角 - 玛丽莎·托梅——《我的表兄维尼》‡ - 朱迪·戴维斯——《丈夫、太太与情人》（Husbands and Wives） - 琼·普洛赖特——《迷人的四月》（Enchanted April） - 瓦妮莎·雷德格瑞夫——《霍华德庄园》 - 米兰达·理查森——《烈火情人》（Damage） |
| 原著剧本 - 《哭泣的游戏》——尼尔·乔丹‡ - 《丈夫、太太与情人》——伍迪·艾伦 - 《罗伦佐的油》——乔治·米勒和尼克·恩莱特（Nick Enright） - 《激情之鱼》——约翰·塞尔斯（John Sayles） - 《不可饶恕》——大卫·皮普尔斯（David Peoples） | 原著改编 - 《霍华德庄园》——鲁丝·普罗厄·贾布瓦拉改编自E·M·福斯特的同名小说‡ - 《迷人的四月》——彼得·巴恩斯（Peter Barnes）改编自伊丽莎白·亚宁的同名小说 - 《大玩家》——迈克尔·托尔金（Michael Tolkin）改编自己的同名小说 - 《一条贯穿的大河》（A River Runs Through It）——理查德·弗雷登伯格（Richard Friedenberg）改编自诺曼·麦克林（Norman Maclean）的同名小说 - 《闻香识女人》——博·古德曼（Bo Goldman）根据鲁杰罗·马卡里（Ruggero Maccari）和迪诺·里西（Dino Risi）的电影《女人香》（Profumo di donna）和乔瓦尼·阿尔皮诺（Giovanni Arpino）的小说《闻香识女人》（Il Buio E Il Miele）改编 |
| 外语片 - 《印度支那》（法国，法语）——雷吉斯·瓦格涅（Régis Wargnier）‡ - 《达恩斯教士》（Daens，比利时，荷兰语）——斯泰恩·科宁克斯（Stijn Coninx） - 《冒牌货》（Schtonk!，德国，德语）——赫尔穆特·迪特尔（Helmut Dietl） - 《蒙古精神》（俄罗斯，俄语）——尼基塔·米亥科夫 - 《世界上的某个地方》（Un lugar en el mundo，乌拉圭，西班牙语）——阿道夫·阿里斯塔里安（Adolfo Aristarain）（提名撤销）[A]                                                                                                  | |
| 纪录片 - 《巴拿马诡计》（The Panama Deception）——芭芭拉·特伦特（Barbara Trent）和大卫·卡斯帕（David Kasper）‡ - 《改变看法：伊夫林·胡克的故事》（Changing Our Minds: The Story of Dr. Evelyn Hooker）——大卫·豪格兰（David Haugland） - 《科威特之火》（Fires of Kuwait）——莎莉·邓达斯（Sally Dundas） - 《二战前线》（Liberators: Fighting on Two Fronts in World War II）——威廉·迈尔斯（William Miles）和尼娜·罗森布鲁姆（Nina Rosenblum） - 《电影音乐作曲家伯纳·赫曼纪事》（Music for the Movies: Bernard Herrmann）——玛格丽特·斯米洛（Margaret Smilow）和罗马·巴兰（Roma Baran） | 纪录短片 - 《对彼得的教育》（Educating Peter）——托马斯·古德温（Thomas C. Goodwin）和吉拉尔丁·维尔茨堡（Gerardine Wurzburg）‡ - 《成功边缘：维维的旅程》（At the Edge of Conquest: The Journey of Chief Wai-Wai）——杰弗里·奥康纳（Geoffrey O’Connor） - 《超越想象：玛格丽特·安德森和她的评论》（Beyond Imagining: Margaret Anderson and the "Little Review"）——温迪·温伯格（Wendy Weinberg） - 《我父亲的色彩》（The Colours of My Father: A Portrait of Sam Borenstein）——理查德·埃尔森（Richard Elson）和莎莉·波切内尔（Sally Bochner） - 《非法堕胎：不为人知的故事》（When Abortion Was Illegal: Untold Stories）——多萝西·法迪曼（Dorothy Fadiman） |
| 實景短片 - 《列车》（Omnibus）——萨姆·卡曼（Sam Karmann）‡ - 《战地触碰》（Contact）——乔纳森·达比（Jonathan Darby）和贾纳·苏·梅梅尔（Jana Sue Memel） - 《巡航控制》（Cruise Control）——马特·帕尔米耶（Matt Palmieri） - 《等待中的女人》（The Lady in Waiting）——克里斯蒂安·泰勒（Christian M. Taylor） - 《天鹅之歌》（Swan Song）——肯尼思·布拉纳 | 动画短片 - 《蒙娜丽莎步下楼梯》（Mona Lisa Descending a Staircase）——琼·格勒兹（Joan C. Gratz）‡ - 《亚当》（Adam）——彼得·洛德 - 《语词，语词，语词》（Reci, reci, reci）——米谢拉·帕夫拉托娃（Michaela Pavlátová） - 《睡仙》（The Sandman）——保罗·贝瑞（Paul Berry） - 《偶剧》（Screen Play）——巴瑞·普维斯（Barry Purves） |
| 原创配乐 - 《阿拉丁》——亚伦·孟肯‡ - 《本能》——杰里·戈德史密斯 - 《卓别林》——约翰·巴瑞 - 《霍华德庄园》——理查德·罗宾斯（Richard Robbins） - 《一条贯穿的大河》——馬克·艾沙姆 | 原创歌曲 - 《》（《阿拉丁》插曲）——作曲：亚伦·孟肯；作词蒂姆·赖斯‡ - 《》（《阿拉丁》插曲）——作曲：亚伦·孟肯；作词：霍华德·阿什曼（Howard Ashman） - 《》（《保镖》插曲）——作曲：大卫·沃尔特·福斯特；作词：琳达·汤普森（Linda Thompson） - 《》（《保镖》插曲）——作曲：珠德·弗里德曼（Jud Friedman）；作词：艾伦·里奇（Allan Rich） - 《》（《曼波王》插曲）——作曲：罗伯特·克拉夫特（Robert Kraft）；作词：艾恩·格里姆彻（Arne Glimcher）                                                     |
| 音效剪辑 - 《惊情四百年》——戴维·斯通（David E. Stone）和汤姆·麦卡锡（Tom C. McCarthy）‡ - 《阿拉丁》——马克·马基尼（Mark A. Mangini） - 《潜龙轰天》——约翰·莱韦克（John Leveque）和布鲁斯·斯坦布勒（Bruce Stambler） | 音效 - 《最后的莫希干人》——克里斯·詹金斯、道格·亨普希尔、马克·史密斯和西蒙·凯‡ - 《阿拉丁》——特里·波特、梅尔·梅特卡夫、大卫·哈德森和多克·凯恩 - 《好人寥寥》——凯文·奥康奈尔、里克·克莱恩和罗伯特·艾伯 - 《潜龙轰天》——唐纳德·米切尔、弗兰克·蒙塔诺、里克·哈特和斯科特·史密斯 - 《不可饶恕》——雷斯·弗雷斯霍茨、弗恩·普尔、迪克·亚历山大和罗布·杨                                                                     |
| 艺术指导 - 《霍华德庄园》——艺术指导：伊恩·惠特克（Ian Whittaker）；内部装饰：露西安娜·阿瑞吉（Luciana Arrighi）‡ - 《惊情四百年》——艺术指导：托马斯·桑德斯（Thomas E. Sanders）；内部装饰：加勒特·刘易斯（Garrett Lewis） - 《卓别林》——艺术指导：斯图尔特·克莱格（Stuart Craig）；内部装饰：克里斯·巴特勒（Chris Butler） - 《玩具兵团》（Toys）——艺术指导：费迪南多·斯卡费奥蒂（Ferdinando Scarfiotti）；内部装饰：琳达·德辛纳（Linda DeScenna） - 《不可饶恕》——艺术指导：亨利·邦斯提德（Henry Bumstead）；内部装饰：贾尼丝·布莱基-古丁（Janice Blackie-Goodine） | 摄影 - 《一条贯穿的大河》——菲利普·鲁斯洛特（Philippe Rousselot）‡ - 《情人》——罗伯特·弗雷斯（Robert Fraisse） - 《最后巨人》（Hoffa）——史蒂芬·H·布鲁姆（Stephen H. Burum） - 《霍华德庄园》——托尼·皮尔斯-罗伯茨（Tony Pierce-Roberts） - 《不可饶恕》——杰克·N·格林（Jack N. Green） |
| 化妆 - 《惊情四百年》——格雷格·坎农（Greg Cannom）、米歇尔·伯克（Michele Burke）和马修··蒙格儿（Matthew W. Mungle）‡ - 《蝙蝠侠归来》——维·尼尔（Ve Neill）、罗尼·斯佩克特（Ronnie Specter）和斯坦·温斯顿 - 《最后巨人》——维·尼尔、格雷格·坎农和约翰·布莱克（John Blake） | 服装设计 - 《惊情四百年》——石冈瑛子‡ - 《迷人的四月》——希娜·纳皮尔（Sheena Napier） - 《霍华德庄园》——珍妮·碧万（Jenny Beavan）和约翰·布莱特（John Bright） - 《黑潮》——露丝··卡特（Ruth E. Carter） - 《玩具兵团》——艾伯特·沃斯基（Albert Wolsky） |
| 剪辑 - 《不可饶恕》——乔尔·考克斯‡ - 《本能》——弗兰克·尤瑞欧斯蒂（Frank Urioste） - 《哭泣的游戏》——康德·潘（Kant Pan） - 《好人寥寥》——罗伯特·莱顿（Robert Leighton） - 《大玩家》——杰拉尔丁·佩罗尼（Geraldine Peroni） | 视觉效果 - 《飞越长生》（Death Becomes Her）——肯·拉斯顿（Ken Ralston）、江道格（Doug Chiang）、道格拉斯·斯迈思（Douglas Smythe）和小汤姆·伍德鲁夫（Tom Woodruff, Jr.）‡ - 《异形3》——理查德·艾德兰德（Richard Edlund）、亚历克·吉里斯（Alec Gillis）、小汤姆·伍德鲁夫.和乔治·吉布斯（George Gibbs） - 《蝙蝠侠归来》——迈克尔··芬克（Michael L. Fink）、克莱格·巴朗（Craig Barron）、约翰·布鲁诺（John Bruno）和丹尼斯·斯科达克（Dennis Skotak） |

奥斯卡荣誉奖
- 费德里科·费里尼——表彰他在银幕故事讲述上的杰出成就[13]。

简·赫尔索特人道精神奖
该奖旨在表彰那些在人道主义事业上为电影业赢得信誉的电影人。
- 奥黛丽·赫本[14]（追授[B]）
- 伊丽莎白·泰勒[15]

### 获奖和提名大户
| 提名数 | 片名                 |
| ------ | -------------------- |
| 9      | 《霍华德庄园》       |
| 9      | 《不可饶恕》         |
| 6      | 《哭泣的游戏》       |
| 5      | 《阿拉丁》           |
| 4      | 《惊情四百年》       |
| 4      | 《好人寥寥》         |
| 4      | 《闻香识女人》       |
| 3      | 《卓别林》           |
| 3      | 《迷人的四月》       |
| 3      | 《大玩家》           |
| 3      | 《一条贯穿的大河》   |
| 2      | 《本能》             |
| 2      | 《蝙蝠侠归来》       |
| 2      | 《保镖》             |
| 2      | 《最后巨人》         |
| 2      | 《丈夫、太太与情人》 |
| 2      | 《印度支那》         |
| 2      | 《罗伦佐的油》       |
| 2      | 《黑潮》             |
| 2      | 《激情之鱼》         |
| 2      | 《玩具兵团》         |
| 2      | 《潜龙轰天》         |

| 获奖数 | 片名           |
| ------ | -------------- |
| 4      | 《不可饶恕》   |
| 3      | 《惊情四百年》 |
| 3      | 《霍华德庄园》 |
| 2      | 《阿拉丁》     |

## 颁奖和表演嘉宾
以下人士出场颁发了奖项或表演节目：:877

### 颁奖嘉宾（按出场顺序排列）
| 姓名                          | 角色                                     |
| ----------------------------- | ---------------------------------------- |
| 兰迪·托马斯                   | 第65届奥斯卡颁奖典礼报幕员               |
| 罗伯特·莱姆                   | 致开幕辞，欢迎各位嘉宾出席颁奖晚会       |
| 吉娜·戴维斯                   | 引出“电影中的女性”蒙太奇桥段             |
| 杰克·帕兰斯                   | 颁发女配角奖                             |
| 安杰丽卡·休斯顿               | 介绍最佳影片奖提名电影《不可饶恕》       |
| 蒂姆·罗宾斯 苏珊·萨兰登       | 颁发剪辑奖                               |
| 梅塞迪丝·鲁尔                 | 颁发男配角奖                             |
| 乔·佩西 玛丽莎·托梅           | 颁发化妆奖                               |
| 格里高利·派克                 | 向奥黛丽·赫本颁发简·赫尔索特人道精神奖   |
| 莎拉·杰茜卡·帕克 大卫·佩默    | 颁发短片奖                               |
| 白雪公主                      | 颁发动画短片奖                           |
| 凯西·贝茨                     | 介绍最佳影片奖提名电影《好人寥寥》       |
| 杰克·瓦伦蒂                   | 介绍格伦·克洛斯上台                      |
| 格伦·克洛斯                   | 颁发外语片奖                             |
| 莎朗·斯通                     | 引出科技成果奖和戈登·E·索耶奖颁奖片段    |
| 理查·基尔                     | 颁发艺术指导奖                           |
| 乌比·戈德堡                   | 介绍最佳影片奖提名电影《霍华德庄园》     |
| 安蒂·麥道威爾                 | 颁发视觉效果奖                           |
| 乔恩·拉威茨                   | 颁发音效剪辑奖                           |
| 汤姆·汉克斯 丹泽尔·华盛顿     | 纪录短片奖和纪录片奖                     |
| 索菲娅·罗兰 马塞洛·马斯楚安尼 | 向费德里柯·费里尼颁发荣誉奖              |
| 劳尔·朱力亚                   | 颁发原创配乐奖                           |
| 安妮·班克劳夫特 达斯汀·霍夫曼 | 颁发原著剧本奖和原著改编奖               |
| 黛安·基顿                     | 介绍最佳影片奖提名电影《哭泣的游戏》     |
| 小罗伯特·唐尼 艾尔弗丽·伍达德 | 颁发音效奖                               |
| 莱娜·霍恩 昆西·琼斯           | 颁发原创歌曲奖                           |
| 安东尼·霍普金斯               | 颁发女主角奖                             |
| 摩根·弗里曼 吉恩·哈克曼       | 颁发摄影奖                               |
| 凯瑟琳·德纳芙                 | 颁发服装设计奖                           |
| 安吉拉·兰斯伯瑞               | 向伊丽莎白·泰勒颁发简·赫尔索特人道精神奖 |
| 朱迪·福斯特                   | 颁发男主角奖                             |
| 简·方达                       | 介绍最佳影片奖提名电影《闻香识女人》     |
| 芭芭拉·史翠珊                 | 颁发导演奖                               |
| 杰克·尼科尔森                 | 颁发最佳影片奖                           |

### 表演嘉宾（按出场顺序排列）

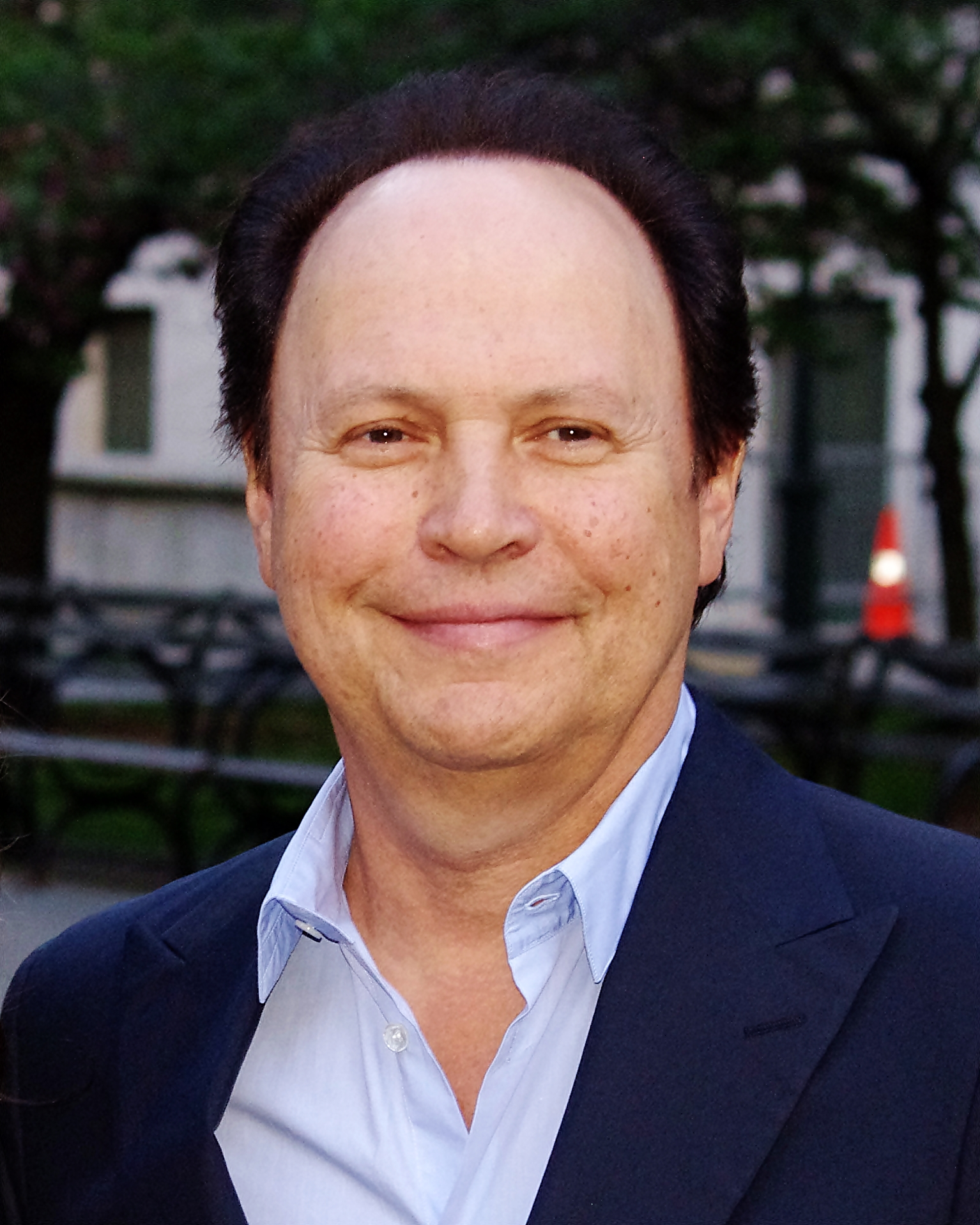
比利·克里斯托是第65届奥斯卡颁奖典礼的主持人

| 姓名                            | 角色           | 表演 |
| ------------------------------- | -------------- | --- |
| 比尔·康堤                       | 音乐编排和指挥 | 管弦乐 |
| 比利·克里斯托                   | 主持人         | 开场歌舞： 《闻香识女人》（采用派姬·李演唱《我是女人》的曲调） 《霍华德庄园》（采用电影《好莱坞旅馆》插曲《好莱坞万岁》的曲调） 《好人寥寥》（采用电影中的军乐曲调） 《哭泣的游戏》（采用电影《温柔陷井》同名插曲的曲调） 《不可饶恕》（采用纳·京·科尔演唱《无法忘怀》的曲调:881 |
| 布拉德·凯恩 丽娅·萨隆加         | 表演者         | 《阿拉丁》插曲《》 |
| 普拉西多·多明戈 希拉·艾斯科维多 | 表演者         | 《曼波王》插曲《》 |
| 娜塔莉·科尔                     | 表演者         | 《保镖》插曲《》和《》 |
| 丽莎·明奈利                     | 表演者         | 现场播映“电影中的女性”蒙太奇时演唱《》 |
| 内尔·卡特                       | 表演者         | 《阿拉丁》插曲《》 |

## 典礼资讯
由于上届颁奖典礼获得成功，得到评论界好评的同时还获得多项艾美奖，美国电影艺术与科学学院因此再度聘请吉尔·凯茨（Gil Cates）前来连续第4次为晚会操刀。1993年2月，凯茨决定请男演员兼笑匠比利·克里斯托连续第4度担任主持人。凯茨对此表示：“他是大牌电影明星，有单独掌控这个娱乐之夜的能力”。阿米·阿彻德（Army Archerd）在《综艺》杂志发文称，克里斯托起初因忙于拍摄电影《周末夜先生》（Mr. Saturday Night）和《城市滑头2》（City Slickers II: The Legend of Curly's Gold）而谢绝邀请，凯茨于是给他寄去一个葬礼花圈，上面附有诗文，称“没有你，节目和我都死定了”，再加上一颗仿制的死马头（类似电影《教父》），克里斯托于是改变了主意。
与之前几届颁奖典礼一样，凯茨也让节目围绕一个主题展开。受多位女性当选联邦参议员的女性年启发，凯茨将1993年颁奖典礼的主题定为“祝贺女性和电影的奥斯卡”:872。为了切合这一主题，艺术与科学学院请来各个奖项的共计67名女性获奖者一起拍摄照片，在晚会开始时展示:875。女演员兼歌手丽莎·明奈利现场演唱，这首歌是由弗雷德·埃伯（Fred Ebb）和约翰·坎德（John Kander）专门为本届晚会创作:886。曾获奥斯卡奖的纪录片电影人林恩·利特曼（Lynne Littman）制作了一段蒙太奇，凸显电影中的女性:880。
另外还有多人参与颁奖典礼的制作。比尔·康堤（Bill Conti）担任晚会音乐总监和管弦乐队指挥。编舞家黛比·艾伦督导原创歌曲奖提名作品的表演和曲目演出。配音演员兰迪·托马斯（Randy Thomas）成为晚会电视转播的报幕员，是史上首位女性奥斯卡颁奖典礼报幕员:879。

### 提名电影票房表现
截至2月17日提名公布时，全部5部获最佳影片奖提名的电影在美国的票房总收入为2亿5228万2824美元，平均每部5045万6565美元。其中《好人寥寥》以1亿2008万1100美元位居榜首，之后分别是收入7528万5393美元的《不可饶恕》，进账3414万8209美元的《闻香识女人》，收入1402万6831美元的《哭泣的游戏》和进账874万1291美元的《霍华德庄园》。
| 片名           | 提名前 （2月9日止） | 提名后 （2月9日至3月29日） | 颁奖后 （3月29日后） | 合计           |
| -------------- | ------------------- | -------------------------- | -------------------- | -------------- |
| 《好人寥寥》   | 1亿2008万美元       | 1431万美元                 | 695万美元            | 1亿4134万      |
| 《哭泣的游戏》 | 1403万美元          | 3360万美元                 | 1492万美元           | 6255万美元     |
| 《霍华德庄园》 | 874万美元           | 1421万美元                 | 302万美元            | 2597万美元     |
| 《闻香识女人》 | 3415万美元          | 1853万美元                 | 1042万美元           | 6310万美元     |
| 《不可饶恕》   | 7528万美元          | 762万美元                  | 1825万美元           | 1亿零157万美元 |

在1992年美国电影票房50强中，有13部电影获得共计38项提名。其中只有《好人寥寥》（第6名）、《不可饶恕》（第17名）、《黑潮》（第30名）和《闻香识女人》（第38名）获得的提名包含最佳影片、导演或编剧、表演类奖项。另外9部获提名的电影分别是《阿拉丁》（冠军）、《蝙蝠侠归来》（季军）、《本能》（第8名）、《保镖》（第9名）、《潜龙轰天》（第12名）、《惊情四百年》（第14名）、《最后的莫希干人》（第16名）、《飞越长生》（第22名）和《异形3》（第26名）。

### 专业评价
本次颁奖典礼所获评价不佳，大部分媒体看法倾向负面。美联社电视评论员弗雷泽·摩尔（Frazier Moore）感叹克里斯托“看起来没精打采得不可思议”。他还质疑所谓的“女性年”主题，因为“本届奥斯卡颁奖典礼本身似乎就违背了它的女权主题。”罗伯特·比安科（Robert Bianco）在《匹兹堡邮报》撰文嘲笑黛比·艾伦编导的音乐曲目就像1989年第61届颁奖典礼灾难性的开场曲目一样。《今日美国》专栏作家马特·劳什（Matt Roush）则批评克里斯托经过多年主持却没有长进，套路在老调重弹之下变得无趣，多次提及电影《周末夜先生》之举令人感觉仿佛业余人士自作聪明:892。
多位女权主义公众人物对晚会同样评价不佳。作家兼社会活动家贝蒂·傅瑞丹在接受《洛杉矶每日新闻》（Los Angeles Daily News）采访时谴责颁奖典礼的“女性年”主题，称该主题根本“没有现实基础”，在她看来，这样的主题对于女性导演、摄影师和制片人来说与其说是致敬，倒不如说是令人憎恶的嘲讽:893。全美女性组织洛杉矶分会主席塔米·布鲁斯（Tammy Bruce）也有类似看法，她批评晚会的女权主义主题是“我所见过最虚伪、最傲慢的东西之一”。面对这些指责，吉尔·凯茨表示：“在我看来，这一主题及其提升意识的方式都是积极向上的，对所有的普通民众如此，对单独的女性也是如此”:893。他还引用古老的中国谚语称：“与其诅咒黑暗，不如燃起蜡烛”，这句话因前第一夫人埃莉诺·罗斯福而闻名:313。

### 收视率
虽然评价不佳，但本届颁奖典礼经美国广播公司在美国直播期间还是平均吸引到4570万观众收看，比上届颁奖典礼还多3%。从尼尔森收视率调查的数据看，节目的表现也有提升，吸收了31.2%的家庭观众，收视率超过51%。此外，节目在18至49岁年龄段观众中的收视率为20.1。